# Budi
Budi (en ucraïnès i en rus Буди) és una vila de la província de Khàrkiv, Ucraïna. El 2021 tenia 5.889 habitants.